# Râul Izbicioara
Râul Izbicioara este un curs de apă, afluent al râului Abrud.